# میمسی فارمر
میمسی فارمر (انگلیسی: Mimsy Farmer؛ زادهٔ ۲۸ فوریهٔ ۱۹۴۵) هنرپیشه آمریکایی است.
از فیلم‌هایی که وی در آن نقش داشته‌است، می‌توان به مرشد و مارگاریتا، کالبدگشایی، دنیای دن کامیلو، آلونسانفان و چهار مگس روی مخمل خاکستری اشاره کرد.